# Ponte de Estorãos
A Ponte Romana de Estorãos é uma ponte situada na freguesia de Estorãos, em Ponte de Lima. Embora seja geralmente considerada uma construção romana, as origens e as fases construtivas da ponte não são totalmente claras, existindo evidências de alterações na Idade Média e na Idade Moderna. Na época romana, a ponte fazia parte de uma via romana entre Braga e o noroeste da Península Ibérica.
A estrutura atual preserva as características romanas, mas apresenta também características de reconstruções posteriores. É constituída por três arcos de volta perfeita, com um arco central maior que os laterais. Entre os arcos encontram-se talhamares triangulares de grandes dimensões, que indicam obras de reforço, provavelmente realizadas nos séculos XVI ou XVII. Da Idade Moderna datam também elementos complementares de cariz religioso, como um cruzeiro e uma alminha. O cruzeiro, restaurado na década de 1960, situa-se ao meio do pavimento e é constituído por uma coluna com capitel jónico encimada por uma cruz. A alminha situa-se numa das extremidades da ponte e exibe um espaldar com frontão contracurvado, contendo um painel cerâmico alusivo às Almas do Purgatório.
Na década de 1940 a ponte encontrava-se em ruínas. Em 1949, a Câmara Municipal realizou um restauro parcial, que incluiu a substituição do pavimento, a renovação das guardas e o reforço das juntas com cimento. Em 1977 foi classificada como Imóvel de Interesse Municipal.